# Feduk
Feduk, pseudonimo di Fëdor Andreevič Insarov (in russo Фёдор Андреевич Инсаров?; Mosca, 9 febbraio 1992), è un rapper russo.

## Biografia
Originario di Mosca, è salito alla ribalta grazie alla hit Rozovoe vino, realizzata con Ėldžej, che si è collocata alla 3º posizione della classifica lettone, alla 14ª di quella russa e alla 18ª di quella polacca, oltre a risultare il 35º brano più venduto nel corso del 2018 in Estonia. Il successo ottenuto dal brano ha fruttato all'artista un disco d'oro assegnato il 24 ottobre dello stesso anno dalla Związek Producentów Audio-Video con 10 000 unità vendute in suolo polacco. Anche il singolo successivo Morjak è riuscito a riscuotere un moderato successo, arrivando in top forty nella classifica lettone.
Nel 2020 ha firmato un contratto discografico con la Warner Music Russia, anno in cui ha pubblicato il suo settimo album in studio Jaj, supportato dai singoli estratti Bėnger, Majak e Fak ops.

## Discografia

### Album in studio
- 2013 – Senon pošarče (con TooBe)
- 2014 – Ghetto Space
- 2015 – Naš ostrov
- 2016 – Fri
- 2017 – F&Q
- 2018 – More Love
- 2020 – Jaj
- 2022 – V ton ulicam

### EP
- 2014 – Notnyj staf
- 2021 – Zanovo
- 2024 – Princessa & robot

### Raccolte
- 2017 – Singly 2013-2017

### Singoli
- 2013 – Okolofutbola
- 2015 – Moskva
- 2017 – Rozovoe vino (con Ėldžej)
- 2017 – Morjak
- 2017 – Groove
- 2018 – Chlop'ja letjat naverch
- 2018 – Zakryvaj glaza
- 2018 – Tusinarusi
- 2018 – Na lajte (con Tony Tenite)
- 2018 – Po volnam
- 2019 – Chorošaja akustika (con OG Buda)
- 2019 – Lambo (con Platina)
- 2019 – 27
- 2019 – More ljubvi
- 2019 – Pal'my
- 2019 – Moj gorod
- 2020 – Ispoved' (con Mishlawi)
- 2020 – Ostan'sja
- 2020 – Kraski
- 2020 – Bėnger
- 2020 – Majak
- 2020 – Fak ops
- 2021 – Mama (con Skriptonit, Truwer, Niman e Basta)
- 2021 – 2 pesni pro leto
- 2021 – Ja poni (feat. Cream Soda)
- 2022 – Tancy na kuchne
- 2022 – Zont (con Anikv)
- 2022 – Ty (con Dose)
- 2022 – Stil'nyj aj
- 2022 – Diss
- 2022 – Zapreti mne nosit' airmaksy
- 2022 – Vremeni net (con Basta)
- 2022 – Žit' (con Armich)
- 2022 – Gorod nesbyvšichsja nadežd
- 2023 – Kolybel'naja
- 2023 – Chatiko (con 104)
- 2023 – Mjatnyj (con Markul)
- 2023 – Gorodišče (con Cream Soda)
- 2023 – Nikto ne ljubit byt' odin (con Sirotkin)
- 2023 – Ja pomnju (Woo) (con Biicla)
- 2023 – Ne zabyvaj menja (con Lovv66)
- 2023 – Kaby ne bylo tebja (con Klava Koka)
- 2023 – Na resnicach (Zima)
- 2024 – Kosmos
- 2024 – Snova (con Ėldžej e Biicla)
- 2025 – Pariž (con Džarachov)
- 2025 – Outdoor (con Kasseta)

### Collaborazioni
- 2021 – Izmenčivyj mir (T-Fest feat. Feduk)
- 2021 – Shivers (Ed Sheeran feat. Feduk & Slava Marlow)